# Афины
Афи́ны (греч. Αθήναι или Αθήνα, МФА: [aˈθina]; др.греч. Ἀθῆναι [atʰɛ̂ːnai̯]) — столица Греции. Располагается в исторической области Аттика и является экономическим, культурным и административным центром страны. Город назван в честь богини войны и мудрости Афины, которая была покровителем древнего полиса. Это один из самых древних городов мира.
Афины имеют богатую историю; в классический период (V век до н. э.) город-государство достигло вершины своего развития, определив многие тенденции развития позднейшей европейской культуры. Так, с городом связаны имена философов Сократа, Платона и Аристотеля, заложивших основы европейской философии, трагиков Эсхила, Софокла и Еврипида, стоявших у истоков драмы. Политическим строем древних Афин была демократия.
Площадь территории городской агломерации — 412 км². Эта территория окружена горами: Эгалео, Парнис, Пенделикон и Имитос. Общая численность населения городской агломерации составляет 1/3 от общей численности населения Греции и составляет, в соответствии с переписью 2021 года, 3 059 764 человека. Таким образом, плотность населения городской агломерации — 7400 человек на 1 км². Высота центра города над уровнем моря составляет 20 метров, в то время как рельеф территории города очень разнообразен, с равнинами и горами.

## Этимология
В древности имя «Афина» в названии города стояло во множественном числе — Ἀθῆναι [atʰɛ̑ːnaɪ], и название Αθήναι на кафаревусе остаётся официальным.
О происхождении названия есть несколько гипотез. Одна из них восходит к мифу о том, что имя богини мудрости — Афина — город получил после спора Афины с владыкой морей Посейдоном. Первый легендарный царь Афин Кекроп, который был наполовину человеком, наполовину змеем, должен был решить, кто будет покровителем города. Два бога — Афина и Посейдон — должны были сделать подарок городу и его горожанам, и тот, кто сделает лучший подарок, становился покровителем города.
Тогда перед Кекропом первым ударил своим трезубцем Посейдон, и тотчас из земли забил источник. Греция — страна жаркая, горная, вода там нужна, но она оказалась морской, солёной. После же удара Афины из земли выросло маленькое оливковое дерево. Горожане были впечатлены подарком Афины и выбрали её в качестве покровителя города. Таким образом Афины и взяли имя великой богини. Но так как город не выбрал Посейдона, в Афинах стало не хватать воды. Эта нехватка чувствуется и по сей день.
Другая версия гласит: слово Афины (Αθήνα) произошло от слова «Афон» (άθος), что созвучно со словом «цветок» (άνθος).

## История

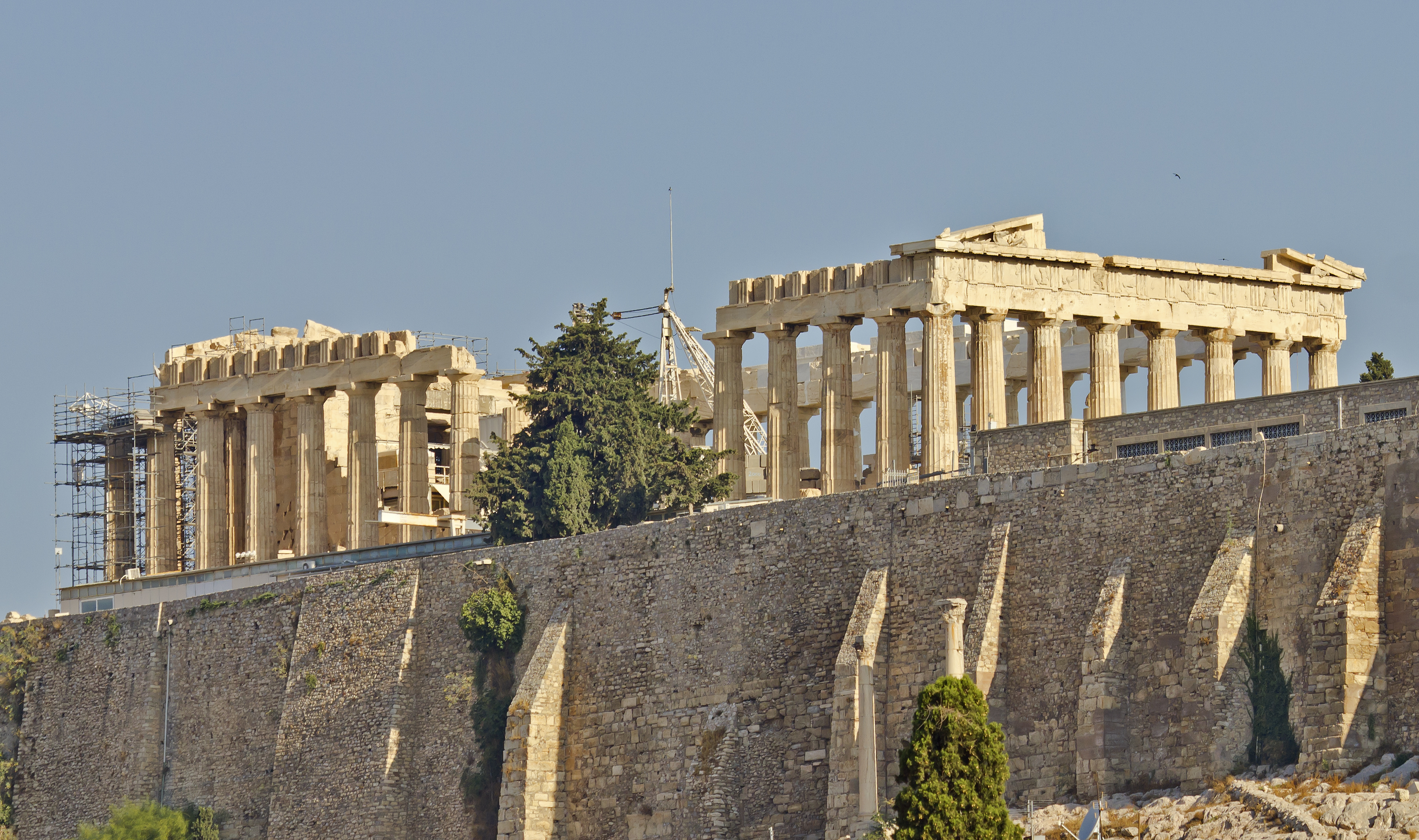
Афинский Парфенон. Фото 2013 года

Афины были крупным и могущественным городом, одной из колыбелей греческой культуры. Во времена золотого века Греции (около 500 года до н. э. до 300 до н. э.) город стал важным культурным центром. После золотого века Афины не утратили своего значения вплоть до расцвета Римской империи.
Философские школы были закрыты в 529 году императором Византийской империи Юстинианом I. За 200 лет до этого в Византийской империи христианство было назначено официальной религией. Афины потеряли былое величие и превратились в провинциальный город. Между XIII и XV веком на город претендуют византийские, французские и итальянские рыцари из Латинской империи. Последними в начале XIII века было образовано Афинское герцогство.
Неблагоприятно сказались на Афинах и частые войны между Османской Империей и Венецианской республикой в этот период. Так, во время штурма города войсками венецианского генерала Франческо Морозини 22 сентября 1687 года артиллерией венецианцев был разрушен Парфенон.

### Новогреческий период
В 1833 году Афины провозглашены столицей новосозданного Королевства Греция (на то время в городе проживало 5 тысяч человек). В 1834 году в Афины прибыл новый греческий король Оттон Баварский. Молодой король имел амбиции отстроить город и вернуть ему былое величие. Приглашённые в Афины Лео фон Кленце и Теофил фон Хансен построили несколько главных улиц в неоклассическом стиле, в том числе площадь Синтагма, Афинский университет, Национальный парк, Выставочный зал «Заппион». В 1896 году на восстановленном стадионе Панатинаикос, выстроенном из сплошного мрамора, проведены Первые современные Олимпийские игры.
В начале XX века активизировались археологические и реставрационные работы. По Лондонскому и Бухарестскому мирным договорам 1913 года, заключённым по результатам Балканских войн 1912—1913 годов, Греция почти вдвое увеличила свою территорию и население, а Афины очень скоро заняли достойное место среди европейских столиц. В 1920-х годах население города выросло до 2 млн человек. Согласно греко-турецкому договору об обмене населением в Грецию переселялись христиане из Малой Азии.
Во время Второй мировой войны Афины оккупировали немецкие войска. Однако после войны в Афинах, как и в Греции в целом, начался период ускоренного развития, который длился до 1980-х годов, когда впервые дали о себе знать проблема перенаселения столицы и проблема транспорта. Вступление Греции в ЕС в 1981 году принесло Афинам не только колоссальные инвестиции, но и целый ряд урбоэкологических проблем. На протяжении 1990-х годов городские власти успешно внедряли современные меры для борьбы со смогом, в результате в городе, смог сегодня не появляется даже при температуре воздуха выше 40 градусов Цельсия. Транспортная ситуация несколько улучшилась с реконструкцией существующих и построением новых магистралей, а накануне Олимпиады 2004 года — новой ветки метрополитена.
Современные Афины — мегаполис с античными памятниками, всемирно известный «ночной жизнью» и торговыми центрами высшего уровня. В 2004 году здесь состоялись 28-е летние Олимпийские игры. В декабре 2008 года в Афинах вспыхнули массовые беспорядки, которые быстро охватили всю Грецию и всколыхнули всю Европу. Поводом к развёртыванию массовых акций протеста, которые нередко перерастали в погромы и беспорядки, стало убийство 6 декабря 16-летнего подростка патрульным афинской полиции. В 2010 году Афины стали одним из основных очагов массовых акций гражданского неповиновения и общенациональных забастовок как протеста против антикризисных мер правительства. В городе работает беспроводная интернет-сеть.

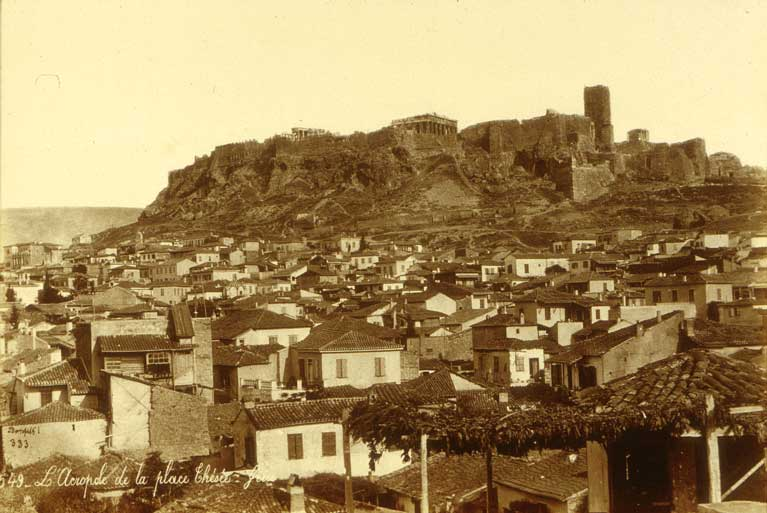
Около Акрополя. Около 1870 года
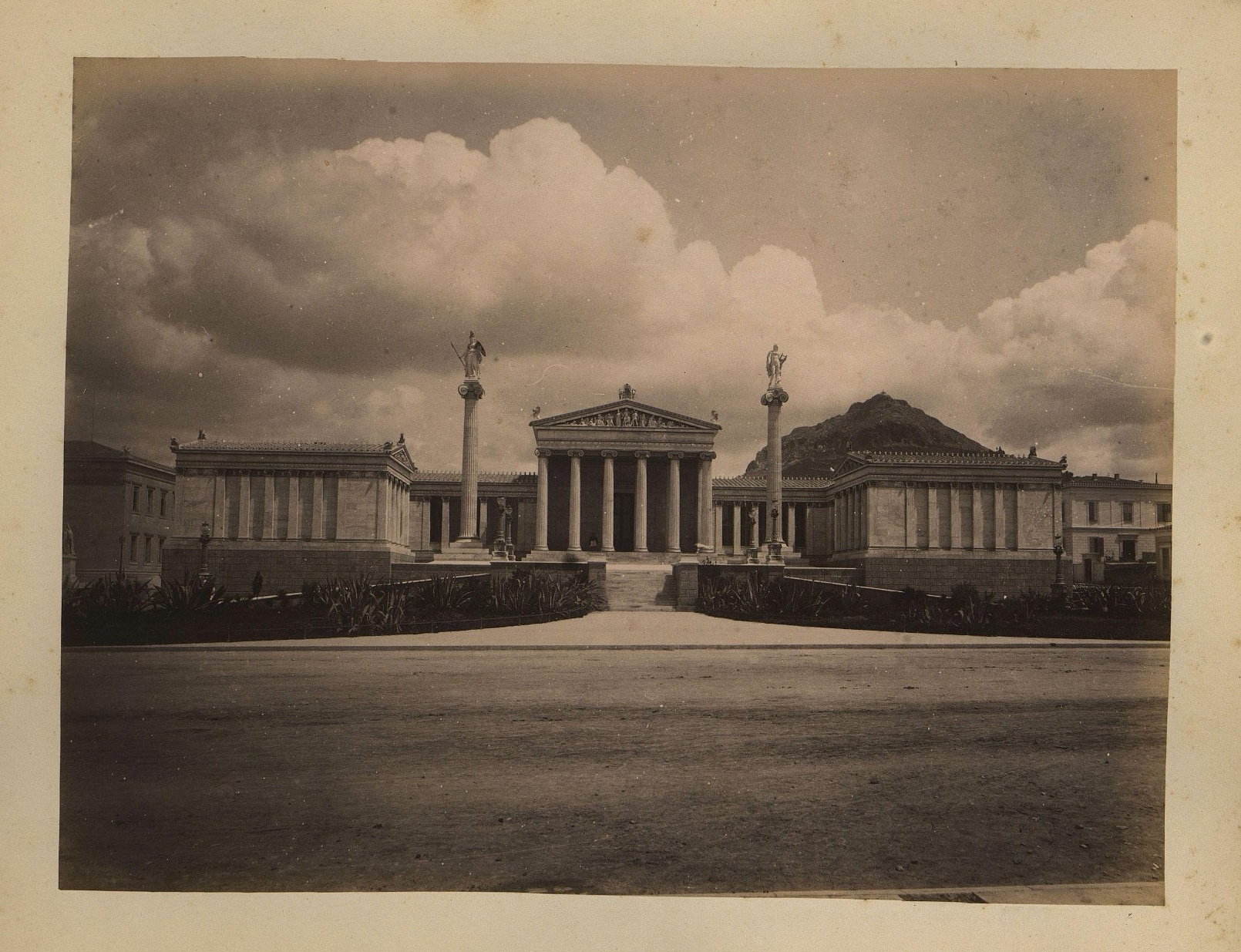
Музей (ныне Академия наук). Около 1890 года
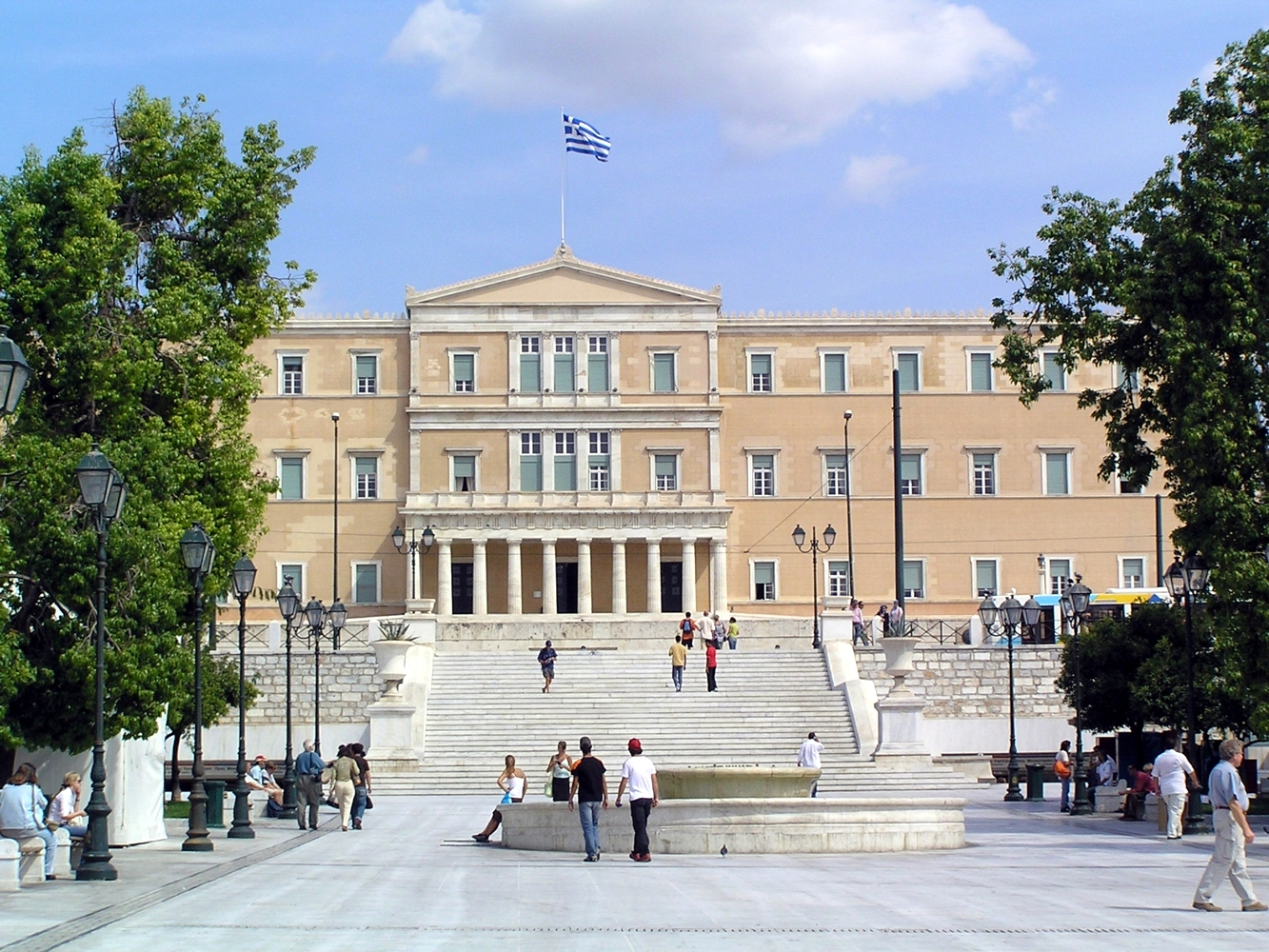
Современная площадь Синтагма и Королевский дворец в Афинах
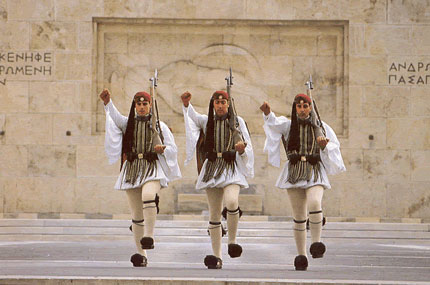
Почётный караул эвзонов

## Климат
Климат Афин — средиземноморский климат (Классификация климатов Кёппена: Csa). Зимой изредка бывают заморозки, иногда выпадает снег. Лето очень жаркое и засушливое. Заморозки в период с апреля по ноябрь исключены. Сколь-нибудь значительные осадки могут отсутствовать несколько месяцев. Благодаря влиянию Средиземного моря осень очень продолжительная, а весна наступает немного позже.
| Показатель                                        | Янв. | Фев. | Март | Апр. | Май  | Июнь | Июль | Авг. | Сен. | Окт. | Нояб. | Дек. | Год  |
| ------------------------------------------------- | ---- | ---- | ---- | ---- | ---- | ---- | ---- | ---- | ---- | ---- | ----- | ---- | ---- |
| Абсолютный максимум, °C                           | 22,4 | 24,2 | 28,0 | 31,0 | 36,6 | 43,1 | 48,0 | 43,4 | 38,1 | 35,2 | 27,2  | 22,9 | 48,0 |
| Средний суточный максимум, °C                     | 13,5 | 13,7 | 16,0 | 19,7 | 24,6 | 29,5 | 32,6 | 32,6 | 28,5 | 23,5 | 18,3  | 14,7 | 22,3 |
| Средняя температура, °C                           | 10,2 | 10,8 | 12,9 | 16,5 | 21,3 | 26,4 | 29,1 | 29,6 | 24,8 | 20,1 | 15,5  | 11,7 | 18,5 |
| Средний суточный минимум, °C                      | 7,0  | 6,7  | 8,4  | 11,4 | 15,6 | 20,3 | 23,0 | 23,2 | 19,7 | 15,8 | 11,7  | 8,7  | 14,3 |
| Абсолютный минимум, °C                            | −2,8 | −4,3 | −1,8 | 1,0  | 7,8  | 11,5 | 15,5 | 16,0 | 10,4 | 3,6  | 1,4   | −1,8 | −4,3 |
| Норма осадков, мм                                 | 50   | 35   | 44   | 25   | 14   | 9    | 6    | 2    | 17   | 38   | 64    | 61   | 365  |
| Температура воды, °C                              | 17   | 17   | 16   | 17   | 20   | 23   | 26   | 27   | 25   | 24   | 23    | 20   | 21   |
| Источник: Туристический портал, «Погода и Климат» |      |      |      |      |      |      |      |      |      |      |       |      |      |

## Рельеф
Афины расположены на Афинской равнине в Аттике, которая окружена горой Эгалео с запада, Пойкилоном — с северо-запада, Парнисом с севера, Пенделиконом с северо-востока и Имитосом с востока и омывается заливом Сароникос с юго-запада. Афины заняли всю равнину и продолжают расти за счёт Западной Аттики и равнины Месогея в Восточной Аттике. Постоянно расширяются пригороды на окраине города, и сегодня Палини, город на востоке Аттики, является восточной окраиной города, Айос-Стефанос — северо-восточной окраиной, Ахарне — северной, Ано-Льосия — северо-западной окраиной, Мосхатон — западной и Вари — южная окраина Афин. Город разделён рекой Кифисос, которая стекает с массива Пенделикон — Парнис, впадает в бухту Фалирон залива Сароникос и отделяет Пирей от остальной части Афин.
Особенности местности и размещения Афин нередко вызывают эффект температурной инверсии, который отвечает за повышенное загрязнение атмосферы. Лос-Анджелес имеет аналогичное расположение и интенсивность движения, что приводит к таким же проблемам. Почва каменистая и малоплодородная, состоит из афинского сланца и известняка.
Сейчас в Афинах протекают три реки: Кифисос, Илисос с притоком Эридан и Пикродафни. На юго-восточной окраине имеется озеро Вулиагмени.

Афины

## Архитектура и план застройки
Население метрополитенского района Афин составляет по переписи 2011 года 3 753 783 человека (а также примерно 500 000 непостоянно проживающих иммигрантов). Это больше трети населения всей Греции.
Центр Древних Афин располагался вокруг Акрополя, занимал районы Тисио и Плака. Эти районы сегодня являются туристическим центром города, вместе с площадью Синтагма, районом Колонаки и холмом Ликавит. Монастираки является крупнейшим торговым районом города и центром туризма.
Центром современного города является площадь Синтагма, где расположены королевский дворец (парламент Греции) и многие здания XIX века. В течение 3 лет после Второй мировой войны здесь было построено большое количество многоэтажных зданий, которые составляют современную картину города.

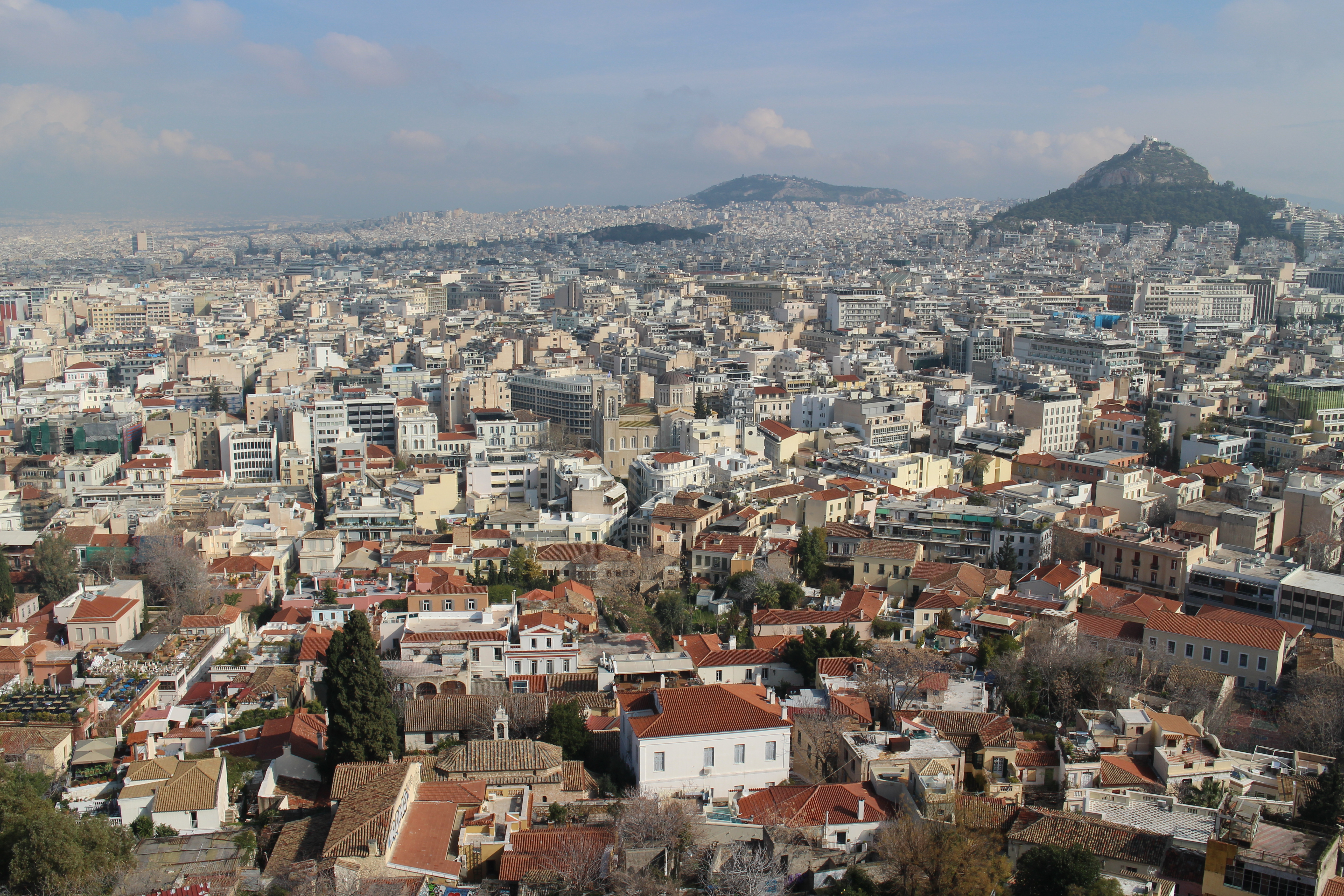
Вид с Акрополя на Афины
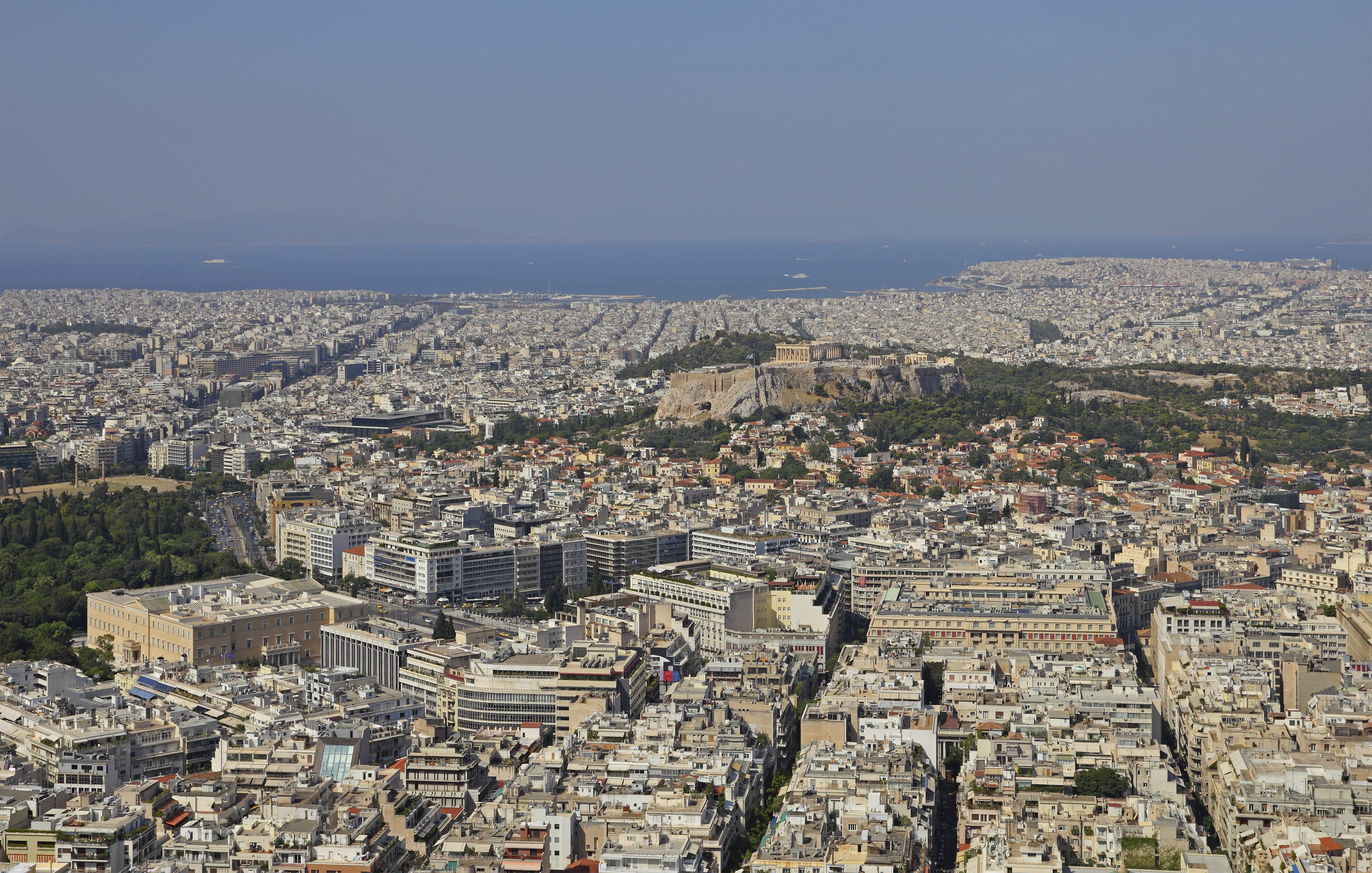
Вид на Афины
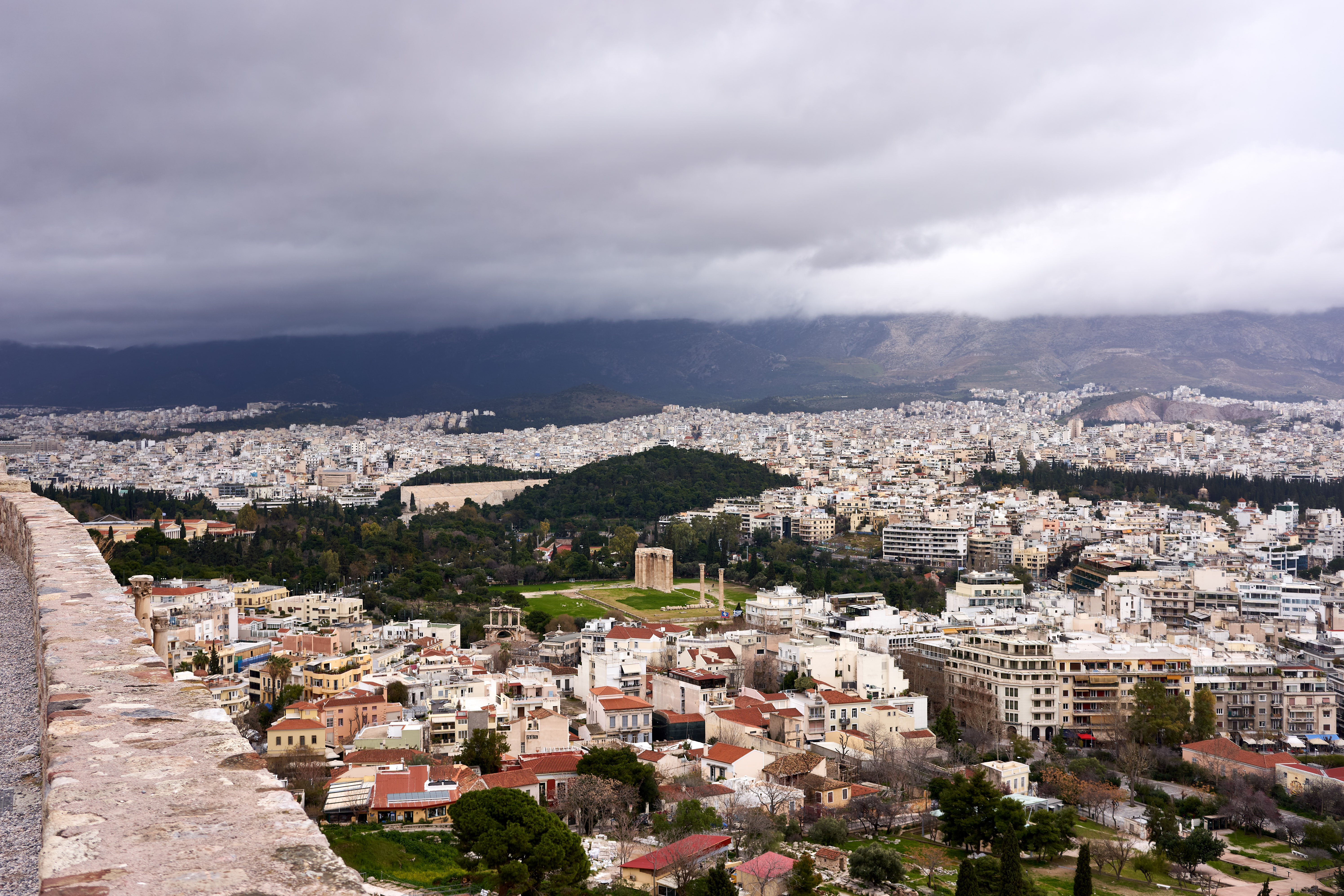
Вид на Афины с Акрополя
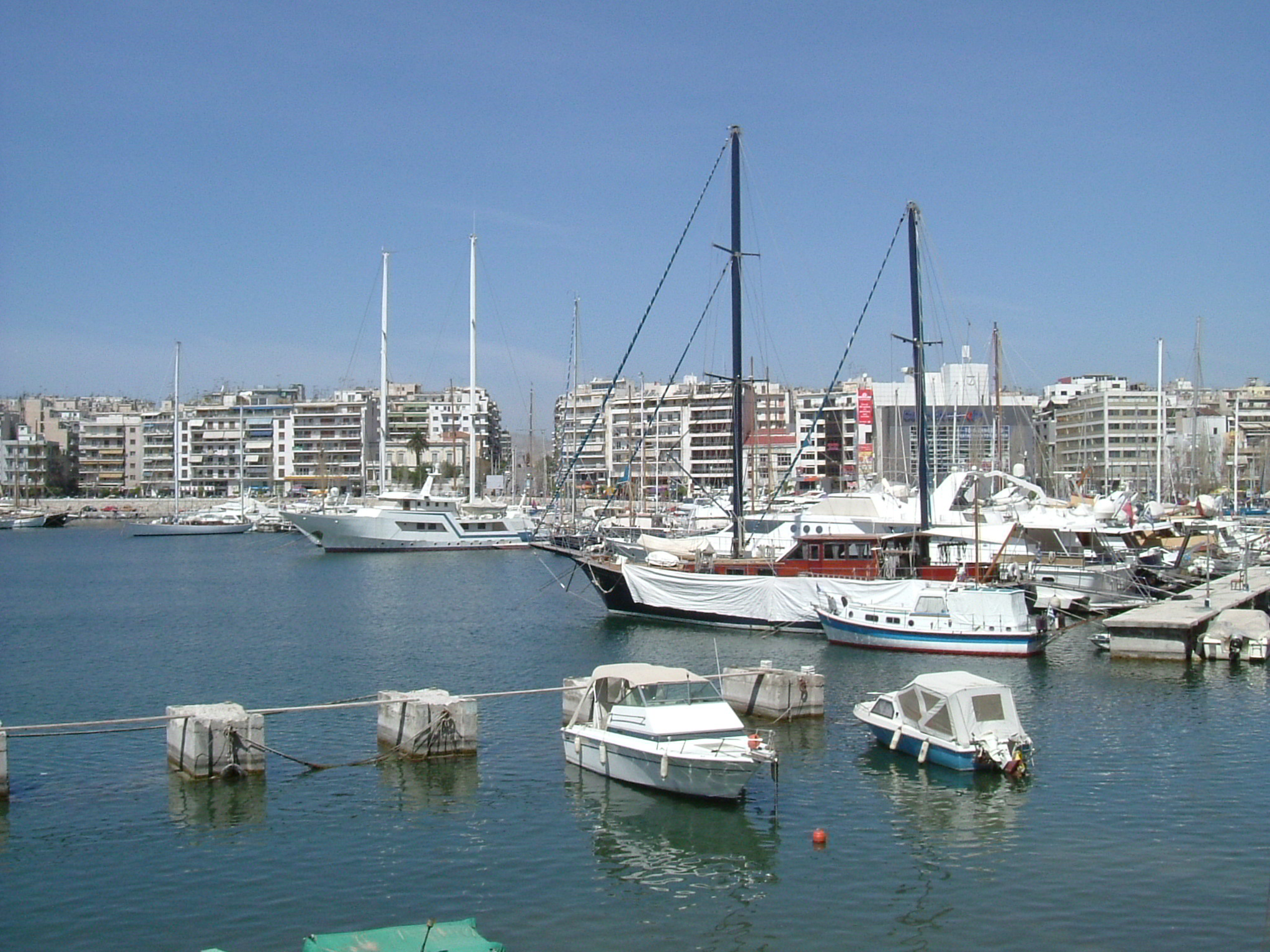
Гавань в Пирее
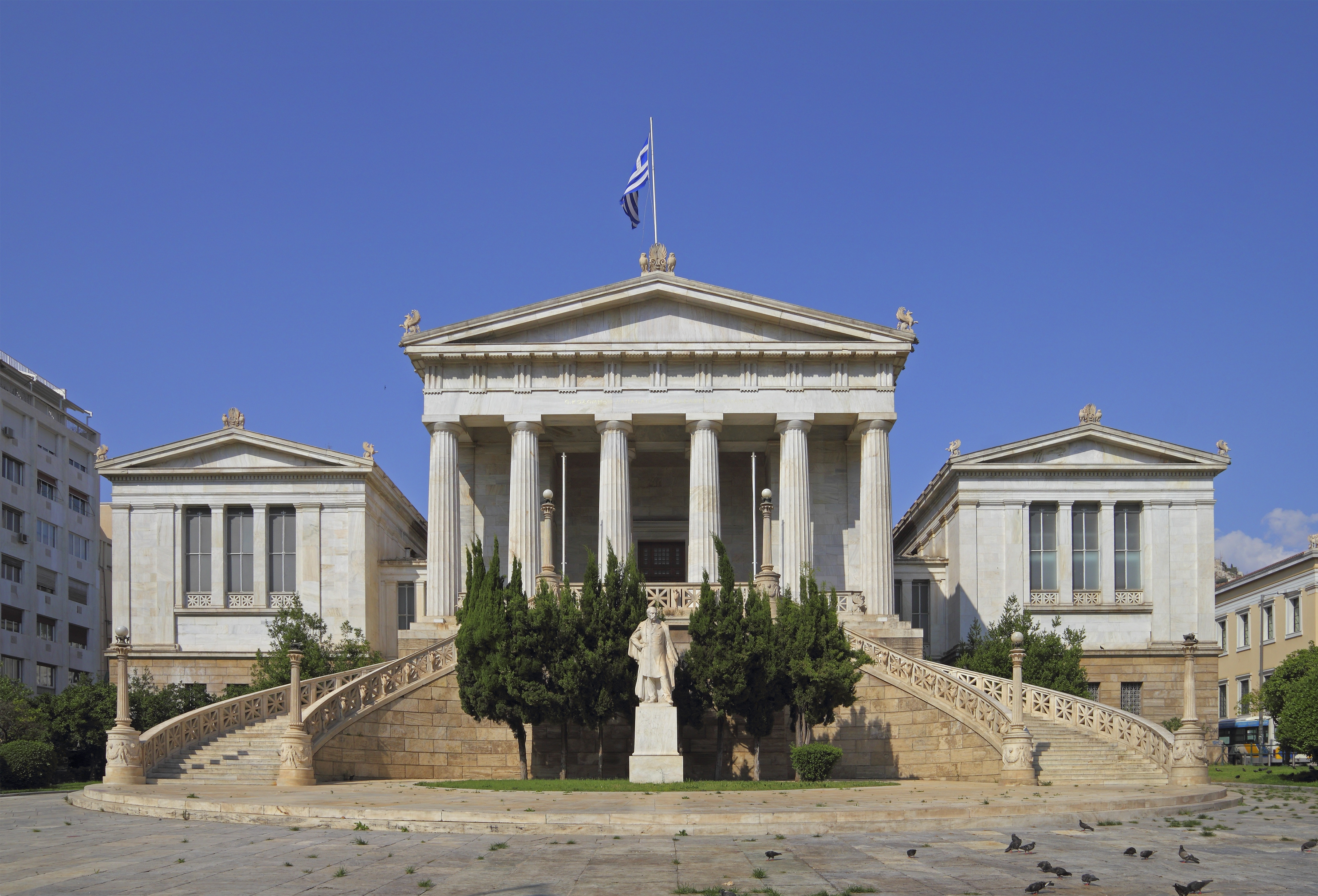
Национальная библиотека Греции

Старое здание Афинского университета, расположенное на проспекте Панепистимиу, является одним из самых стильных в городе, наряду с Национальной библиотекой Греции и Афинской академией. Эти три здания, известные как «Афинская трилогия», построены в XIX веке. Вместе с тем образовательная деятельность была переведена в университетский городок Зографу (Πανεπιστημιούπολη Ζωγράφου). Также крупными учебными заведениями являются Афинский политехнический университет, один из крупнейших в Европе, и Афинский университет экономики и бизнеса.
Ещё в начале 1990-х годов министр культуры Греции Мелина Меркури заказала исследование по интеграции всех археологических памятников в Афинах. В начале 2000-х годов район Иера Одос у подножия Акрополя и районы Плака, Псири и Тисио стали пешеходными зонами.
В июне 2010 года действующий министр культуры Греции Тина Бирбили представила проект завершающей стадии по унификации исторического центра города: благодаря перестройке проспекта Королевы Ольги пешеходные зоны соединят Выставочный зал «Заппион» и Национальные сады с Храмом Зевса Олимпийского; будет завершено пешеходное сообщение общей протяжённостью в 4 км от стадиона Панатинаикос с Керамиком, площадью Гази. Стоимость проекта составляет 4 млн евро. Представлен перспективный план развития региона «Афины-Аттика 2014», что предусматривает также запрет разрастания урбанизированной зоны, улучшение транспортной инфраструктуры и общее улучшение жилищно-коммунальной сферы в районах Айос-Панделеимонас, Театральной площади и Колоне.
Самым высоким среди современных архитектурных сооружений столицы с 1971 года остаётся Афинская башня 1, которая на момент сооружения была самым высоким зданием Балканского региона, она же — единственный небоскрёб Греции.

## Административное деление Афин
Афины стали столицей Греции в 1834 году, сменив Нафплион, который служил временной столицей страны с 1829 года в первые годы независимости. Кроме того, община Афины — столица децентрализованной администрации Аттики, периферии Аттика и периферийной единицы Центральные Афины.
Название Афины может быть отнесено к общине Афины, Большим Афинам и афинской городской агломерации.

### Община Афины
Община Афины (Δήμος Αθηναίων) — самая густонаселённая община Греции с населением 664 046 человек по переписи 2011 года, проживающим на площади города в 38,964 км². Действующий мэр (димарх) Афин — Костас Бакоянис. Община делится на 7 сообществ. Однако сохраняется неофициальное разделение города на исторические районы, такие как Плака, Монастираки, Колонаки, Петралона, Панграти, Амбелокипи, Илисия, Зографос, Экзархия и другие.

#### Сообщества общины Афины
- Абадзидика
- Айос-Артемиос
- Айос-Николаос
- Айос-Панделеимонас
- Айос-Элефтериос
- Академия
- Академия Платона
- Акрополь
- Амбелокипи
- Анафиотика
- Астероскопио
- Аэридес
- Вейку
- Вотаникос
- Гази
- Гизи
- Гирокомио
- Гува
- Гуди
- Илисия
- Калимармаро
- Керамик
- Киприаду
- Кипсели
- Колокинту
- Колон
- Колонаки
- Кукаки
- Кунтуриотика
- Ликавит
- Макрияни
- Метаксургио
- Мец
- Монастираки
- Неа-Филотеи
- Неаполи
- Неос-Козмос
- Омония
- Паграти
- Патисия
- Педион-ту-Ареос
- Пендагоно
- Петралона
- Плака
- Полигоно
- Пробонас
- Профитис-Илиас
- Псири
- Ризокастро
- Ризуполи
- Руф
- Сеполия
- Тисио
- Трис-Гефирес
- Хафтия
- Экзархия
- Элеонас
- Элиноросон
- Эритрос-Ставрос

7 сообществ общины Афин

Община Афины делится на 7 сообществ, нумерующихся с 1-го по 7-й:
- 1-е сообщество включает в себя центр города и так называемый торговый треугольник (Площадь Синтагма —Монастираки — Площадь Омониас);
- 2-е сообщество включает в себя юго-восточные кварталы от Неос-Козмос до Панграти;
- 3-е сообщество включает в себя юго-западные кварталы (Астероскопио, Петралона и Тисио);
- 4-е сообщество включает в себя северо-западные кварталы (Колон, Академия Платона, Сеполия, Вотаникос, Профитис-Даниил);
- 5-е сообщество включает в себя северные кварталы от Патисии до Пробонаса;
- 6-е сообщество включает в себя север центральных кварталов (Айос-Панделеимонас, Кипсели);
- 7-е сообщество включает в себя северо-восточные кварталы (Амбелокипи, Эритрос-Ставрос, Полигоно).

Во всех сообществах имеются свои представительства власти и всех политических партий.

### Большие Афины
Община Афины является ядром и центром Больших Афин, которые состоят из общины Афин и ещё 34 общин, поделённых на четыре периферийные единицы: Центральные Афины, Северные Афины, Западные Афины, Южные Афины. Площадь Больших Афин — 361 км². Общая численность населения составляет, в соответствии с переписью 2011 года, 2 641 511 человек. Плотность населения — 7317,2 человека на 1 км². До конца 2010 года эти общины составляли ном Афины.

### Большой Пирей
Община Пирей и ещё четыре общины составляют периферийную единицу Пирей, которая образует Большой Пирей.

### Афинская городская агломерация

Афинская городская агломерация

Большие Афины и Большой Пирей составляют афинскую городскую агломерацию. Площадь городской агломерации — 412 км². Общая численность населения городской агломерации составляет 1/3 от общей численности населения Греции и составляет, в соответствии с переписью 2011 года, 3 090 508 человек. Плотность населения городской агломерации — 7500 человек на 1 км².

### Афинский метрополитенский район
Афинская городская агломерация с добавлением общин Восточной и Западной Аттики образуют афинский метрополитенский район. Площадь метрополитенского района — 2928,717 км². Общая численность населения метрополитенского района — 3 753 783 человека по переписи 2011 года. Плотность населения метрополитенского района — 1281,7 человека на 1 км².
| Периферийные единицы Больших Афин, афинской городской агломерации и афинского метрополитенского района | Периферийные единицы Больших Афин, афинской городской агломерации и афинского метрополитенского района | Периферийные единицы Больших Афин, афинской городской агломерации и афинского метрополитенского района | Периферийные единицы Больших Афин, афинской городской агломерации и афинского метрополитенского района | Периферийные единицы Больших Афин, афинской городской агломерации и афинского метрополитенского района |
| Периферийные единицы                                                                                   | Население (2011)                                                                                       | | | |
| --- | --- | --- | --- | --- |
| Центральные Афины                                                                                      | 1 029 520                                                                                              | Большие Афины 2 641 511                                                                                | Афинская городская агломерация 3 090 508                                                               | Афинский метрополитенский район 3 753 783                                                              |
| Северные Афины                                                                                         | 592 490                                                                                                | Большие Афины 2 641 511                                                                                | Афинская городская агломерация 3 090 508                                                               | Афинский метрополитенский район 3 753 783                                                              |
| Западные Афины                                                                                         | 489 675                                                                                                | Большие Афины 2 641 511                                                                                | Афинская городская агломерация 3 090 508                                                               | Афинский метрополитенский район 3 753 783                                                              |
| Южные Афины                                                                                            | 529 826                                                                                                | Большие Афины 2 641 511                                                                                | Афинская городская агломерация 3 090 508                                                               | Афинский метрополитенский район 3 753 783                                                              |
| Пирей                                                                                                  | 448 997                                                                                                | Большой Пирей 448 997                                                                                  | Афинская городская агломерация 3 090 508                                                               | Афинский метрополитенский район 3 753 783                                                              |
| Восточная Аттика                                                                                       | 502 348                                                                                                | | | Афинский метрополитенский район 3 753 783                                                              |
| Западная Аттика                                                                                        | 160 927                                                                                                | | | Афинский метрополитенский район 3 753 783                                                              |

## Демография
По официальным данным на 2021 год население общины Афин составляет 643 452 человек, городской агломерации — 3 059 764 человек, метрополитенского района Афин — 3 638 281 человека. Однако фактическое количество жителей Афин значительно превышает эту цифру, поскольку сюда съезжаются тысячи студентов и рабочих из других городов Греции, несколько сотен тысяч составляют репатрианты из стран Восточной Европы и иммигранты из Албании, Пакистана, которые не имеют возможности зарегистрироваться по месту постоянного проживания. Учитывая эту неопределённость относительно численности населения, разные источники ссылаются на цифру около 5 млн человек, проживающих в Афинах.
С древних времён город, который вырос вокруг Пирейского порта, развивался отдельно от столицы. Однако в последние десятилетия Пирей быстро сросся с так называемыми Большими Афинами. На данном этапе также происходит расширение города в восточном и северо-восточном направлениях, что не в последнюю очередь обусловлено построенными в начале XXI века международным аэропортом «Элефтериос Венизелос» и магистралью Аттики-Одос, которая пронизывает всю Аттику.
В таблице ниже приведены данные роста населения столицы Греции с момента обретения ею независимости:

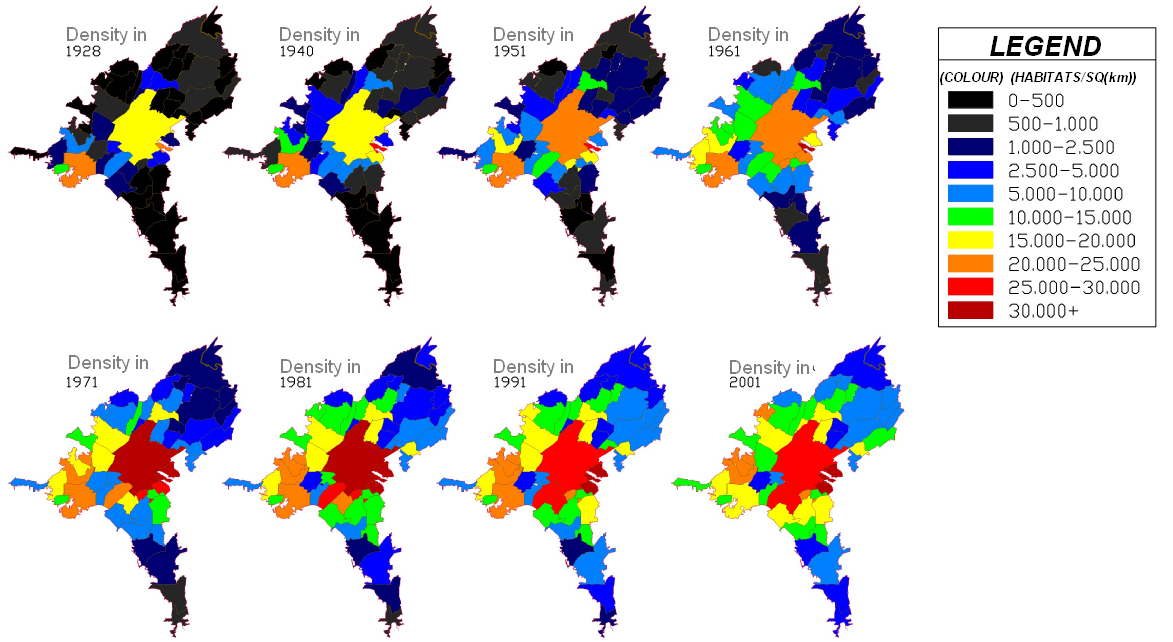
Рост населения в Афинах с начала XIX до начала XXI века

| Год                            | Община, чел. | Городская агломерация, чел. | Метрополитенский район, чел. |
| ------------------------------ | ------------ | --------------------------- | ---------------------------- |
| 1833                           | 4000         | —                           | —                            |
| 1870                           | 44 500       | —                           | —                            |
| 1896                           | 123 000      | —                           | —                            |
| 1921 (до обмена населением)    | 473 000      | —                           | —                            |
| 1921 (после обмена населением) | 718 000      | —                           | —                            |
| 1971                           | 867 023      | —                           | 2 540 241                    |
| 1981                           | 885 737      | —                           | 3 369 443                    |
| 1991                           | 772 072      | 3 444 358                   | 3 523 407                    |
| 2001                           | 745 514      | 3 165 823                   | 3 761 810                    |
| 2011                           | 664 046      | 3 090 508                   | 3 753 783                    |

## Экономика
Бурный экономический рост Афин начался со второй половины 19 века, после завершения Греческой революции и окончательного становления Греческого государства. Превращение Афин в столицу, появление промышленных предприятий сделали город центром урбанизационных процессов Греции.
В качестве благоприятного фактора выступает выгодное экономико-географическое положение города, в котором соединяются главные сухопутные магистрали страны с широтными морскими путями. Именно здесь пересекаются важные ж/д пути, находятся «морские ворота» Греции — Пирейский порт, и имеющий международное значение аэропорт «Элефтериос Венизелос». Росту населения города поспособствовал и поток беженцев после греко-турецкой войны 1919—1922 гг.

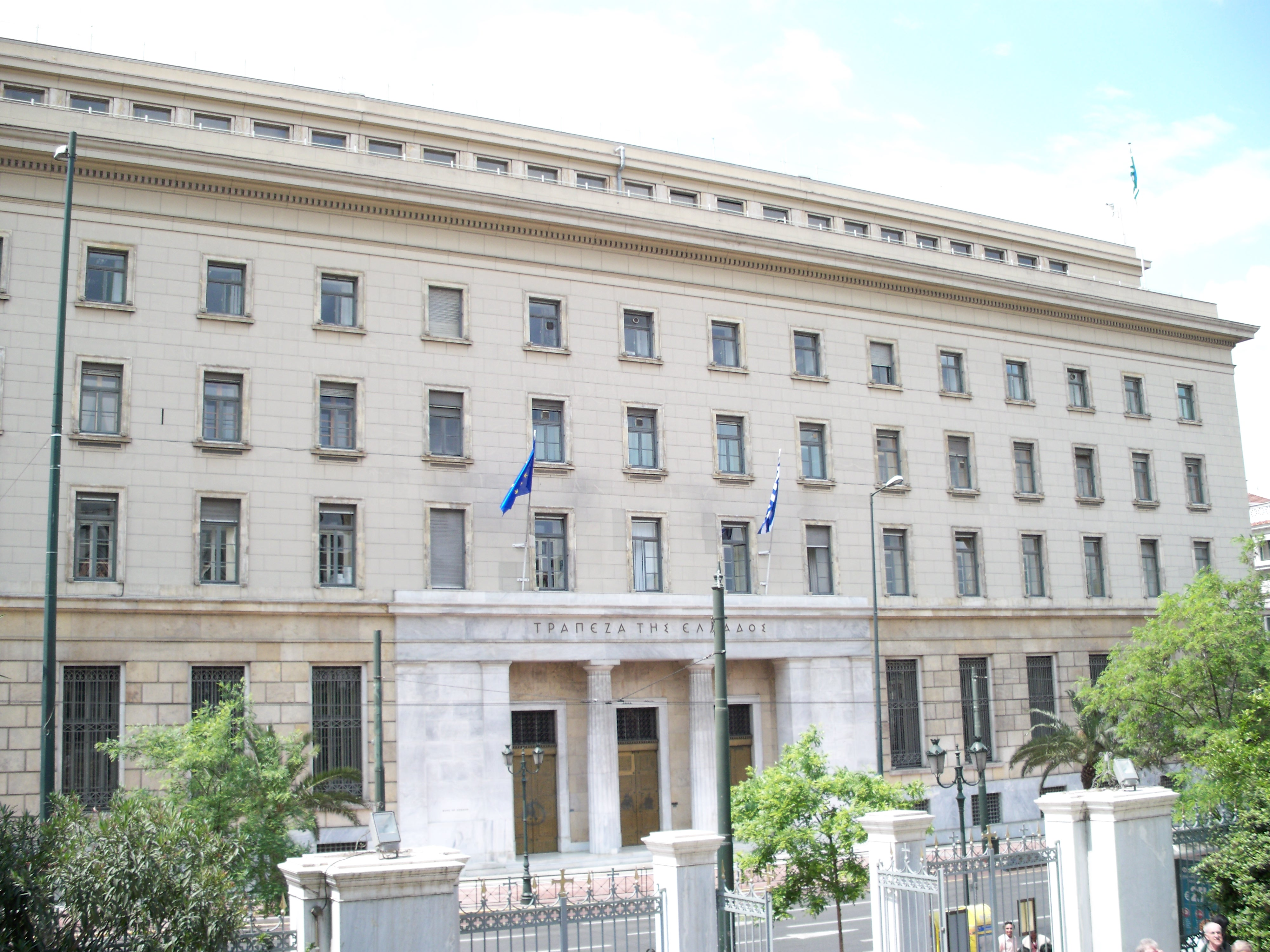
Банк Греции

В Больших Афинах сосредоточено более 50 % занятых в обрабатывающей промышленности страны. Одновременно промышленность столицы потребляет около 80 % всей производимой электрической энергии и даёт около 70 % общегреческой промышленной продукции. В Больших Афинах базируются предприятия текстильной, швейной, кожно-обувной, пищевой, металлообрабатывающей и металлургической, химической, полиграфической и других отраслей промышленности. В окрестностях Афин выделяются промышленные объекты послевоенных лет — нефтеперерабатывающий завод Aspropyrgos Refinery в Аспропиргос, судоверфь Hellenic Shipyards в Скарамангасе, металлургический завод в Элефсине и т. д.
Афины — крупнейший торгово-распределительный и финансовый центр страны, в частности, в Афинах ежегодно перерабатывается более 2,5 млн тонн нефти. Через Большие Афины проходит до 70 % импорта и 40 % экспорта Греции. В Афинах базируются крупнейшие банковские учреждения Греции — Банк Греции, Национальный банк Греции, Emporiki Bank, Piraeus Bank и т. д.
В конце 2009 года экономика Афин, как и Греции в целом, оказалась в весьма затруднительном положении. Программа антикризисных мер правительства Йоргоса Папандреу вызвала волну общенациональных забастовок. На протяжении 2010 года Афины остаются основной ячейкой почти непрерывных общенациональных забастовок, беспорядков и терактов.
В 2017 году экономика Греции начала оживать: объём прямых иностранных инвестиций в Грецию, по данным официального агентства Греции Enterprise Greece, вырос на 30 % по сравнению с 2016 и достиг 3,6 млрд евро. ВВП Греции растёт четвёртый квартал подряд, и, по прогнозам Европейской комиссии, греческая экономика продолжит расти в 2018 и 2019 годах на 2,5 % в год. Располагаемый доход на душу населения, по подсчётам Европейского центрального банка (ЕЦБ), в 2017 вырос впервые за пять лет.

## Транспорт

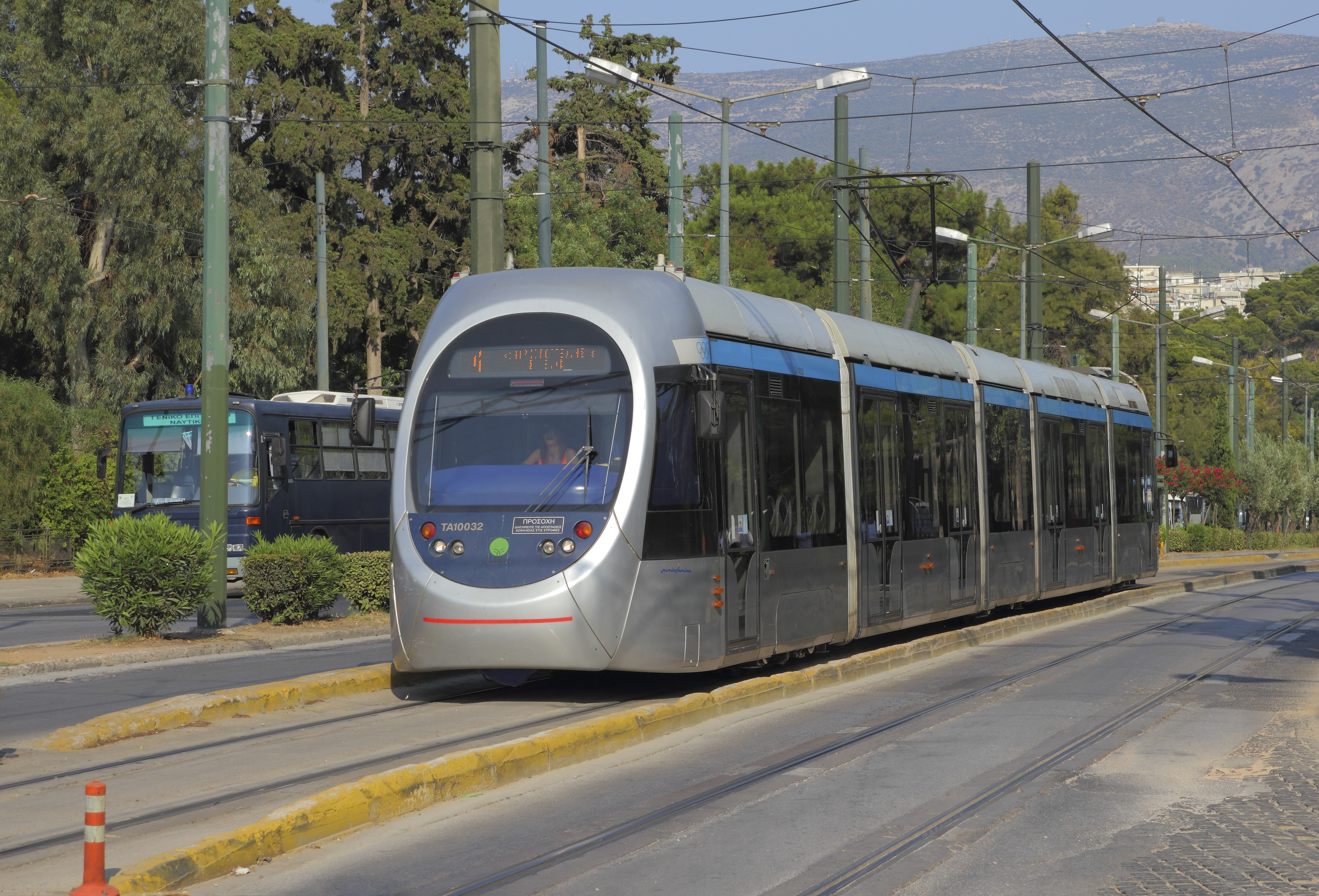
Афинский трамвай

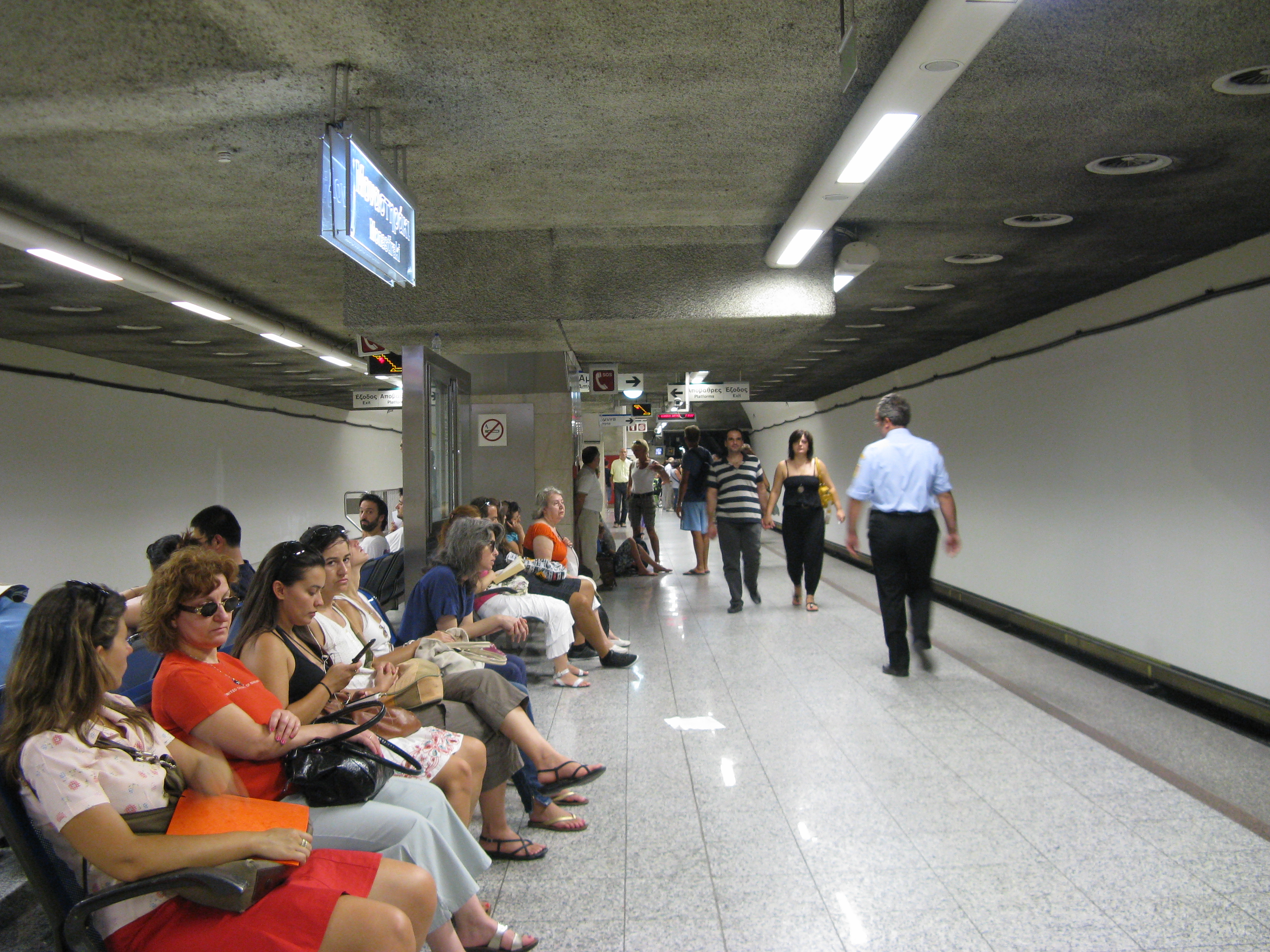
Станция метро Монастираки

В город Афины возможно попасть двумя дорогами: национальной автострадой Афины — Ламия, которая вступает в город с севера, и национальной автострадой Афины — Коринф, которая ведёт на запад города. Афины также доступны через порт Пирей, Рафина и Лаврион. Также был открыт современный международный аэропорт Афин «Элефтериос Венизелос». Это первый и пока единственный греческий город, в котором действует метрополитен.
Система общественного транспорта в Афинах состоит из троллейбусов, автобусов, а также рельсового транспорта (метрополитен, пригородные электропоезда и трамваи). Весь общественный транспорт в Афинах оборудован кондиционерами.
- Афинский метрополитен — один из наиболее современных в мире на сегодняшний день. Он состоит из трёх линий, которые на картах обозначаются разными цветами. Зелёная линия — старейшая в современном метрополитене, и используется для связи Пирея и Киффисии, через центр Афин. Две другие линии строились в 90-х годах XX века и были запущены в 2000 году. Эти линии проходят исключительно под землёй, на глубине 20 м и средней ширине туннеля 9 метров. Синяя линия соединяет Эгалео с аэропортом, а красная соединяет Эллинико (Ελληνικό) с Анфуполи (Ανθούπολη).
- Афинский трамвай является скоростным видом транспорта, движется с точностью до минуты, как метро. У трамвая всего три ветки. Одна из них идёт вдоль берега моря от Фалиро (близ Пирея) до Вулы, другая, ответвляясь от первой в районе пляжа «Эдем», уходит в центр города до площади Синтагма, третья уходит в центр города до площади Синтагма со стороны Вулы. Тем самым трамвайное движение создаёт подобие «трилистника».
- Автобусный парк состоит из автобусов с двигателями внутреннего сгорания (дизельное топливо и газ), а также троллейбусов.
- На холм Ликавит можно подняться на фуникулёре, трасса которого проходит внутри холма. Он работает с 8.45 до 0.45 в летнее время (кр. четверга, когда часы работы с 10.45 до 0.45) и с 8.45 до 0.15 зимой (кр. четверга, когда часы работы с 10.45 до 0.15).

В Афинах функционирует множество такси (жёлтого цвета), которые помогают разгрузить общественный транспорт. Афинское такси дешевле, чем в других странах, но предоставляет услуги более низкого качества.
Аэропорт находится к востоку от Афин, около Спаты и связан с городом автодорогой, железной дорогой и линией метро.
Две автомобильные дороги в Афинах: Афины — Патры (ΕΟ8α, E65/E94) и Афины — Салоники (EO1, E75), а также внешнее кольцо (Атики-Одос), которое связывает эти дороги, начинаясь у Элефсиса и заканчиваясь у международного аэропорта.

## Достопримечательности
Среди достопримечательностей эпохи Древней Греции и Древнего Рима:
- Афинский акрополь
- Башня Ветров
- Театр Диониса
- Ликавит
- Одеон Герода Аттика
- Афинская агора
- Храм Зевса Олимпийского
- Ареопаг
- Стоя Аттала
- Библиотека Адриана
- Храм Гефеста
- Стадион Панатинаикос

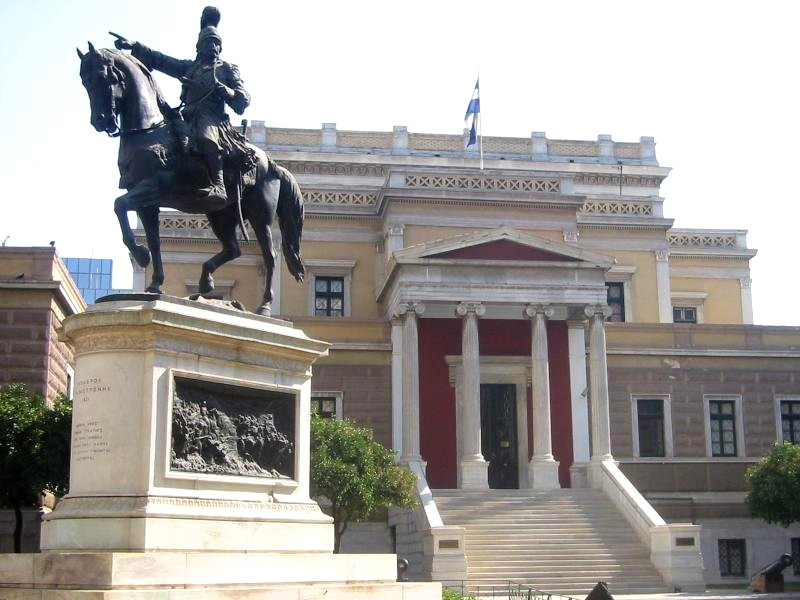
Национальный исторический музей Греции и статуя Теодороса Колокотрониса

В Афинах находятся уникальные памятники национального изобразительного искусства. В Музее Акрополя и Национальном археологическом музее хорошо представлена скульптура, особенно периода архаики. Также там находится шедевр пластики 5 века до н. э. — бронзовое изображение Зевса, барельефы наисков классического периода и огромная коллекция древнегреческой керамики 3—2-го тысячелетий до н. э. Памятники средневековой иконописи и художественного промысла собраны в Византийском музее. Богатая коллекция этнографических материалов и народного искусства представлена в историко-этнографическом Музее Бенаки. В целом в Афинах действует более двух сотен музеев и частных галерей, среди крупнейших из них:
- Археологический музей Керамика
- Византийский и Христианский музей (Bασ. Σοφίας 22)
- Национальный Археологический музей (Τοσίτσα 1)
- Национальный Исторический музей (Σταδίου 13 και Κολοκοτρώνη)
- Театральный музей (Ακαδημίας 50)
- Музей Акрополя
- Музей Древней Агоры
- Музей Элефтериоса Венизелоса (Πάρκο Ελευθερίας)
- Музей греческого народного творчества (Κυδαθηναίων 17)
- Музей греческого детского творчества (Κόδρου 9)
- Музей греческих народных музыкальных инструментов (Διογένους 1-3)
- Музей исламского искусства (Ασωμάτων 22 & Διπύλου)
- Музей истории Университета Афин (Θόλου 5)
- Музей Канеллопулоса (Θεωρίας 12 και Πανός)
- Музей кикладского искусства (Νεοφύτου Δούκα 4)
- Музей Бенаки (Κουμπάρη 1 και Πειραιώς 138)
- Музей города Афины (Παπαρρηγοπούλου 7)
- Новый музей Акрополя (Μακρυγιάννη 2-4)
- Музей нумизматики (Πανεπιστημίου 12)
- Детский музей (Κυδαθηναίων 14)
- Музей войны (Ριζάρη 2)
- Железнодорожный музей (Σιώκου 4)
- Музей почты (Πλατεία Παναθηναϊκού Σταδίου 5)
- Корабли-музеи «Олимпия» (реконструкция древнегреческой триремы) и «Георгиос Авероф» (броненосный крейсер) в афинском пригороде Фалер

Прочие достопримечательности:
- Монастырь Кесариани
- Первое афинское кладбище

## Спорт

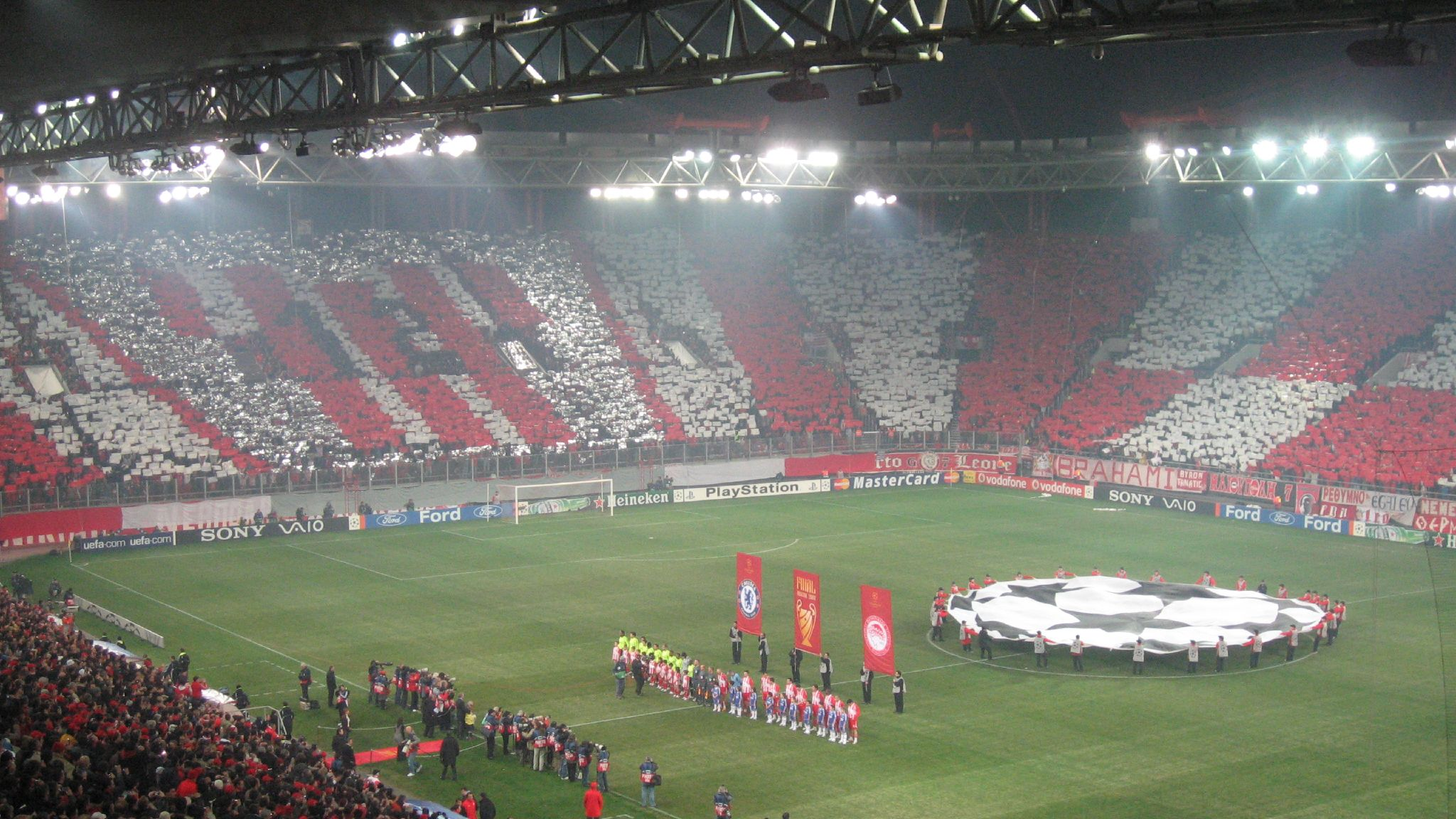
Матч Олимпиакос — Челси, Лига чемпионов 2008, стадион Караискакис

Афины имеют давние спортивные традиции, самые популярные виды спорта — футбол и баскетбол. Дважды город принимал современные Олимпийские игры — в 1896 и 2004. Летняя Олимпиада 2004 вдохновила на расширение и модернизацию Афинского олимпийского комплекса, который приобрёл репутацию одного из самых красивых комплексов в мире. На его стадионе, крупнейшем стадионе в Греции, проводились два финала Лиги чемпионов УЕФА — в 1994 и 2007 годах.
Второй по величине стадион страны расположен в Пирее — стадион Караискакис. Он принимал финал Кубка обладателей кубков УЕФА 1971. Также в Афинах трижды проходили матчи баскетбольной Евролиги: первый раз в 1985 году; второй — в 1993 году на стадионе Мира и дружбы, более известном как SEF — одной из крупнейших и наиболее привлекательных крытых арен в Европе; и в третий раз — в 2007 году на Олимпийском крытом стадионе. В столице Греции проходило также большое количество мероприятий в других видах спорта, таких, как лёгкая атлетика, волейбол, водное поло и т. д.
С 1972 года в Афинах ежегодно проходит Афинский классический марафон, удостоенный «золотого статуса» Международной ассоциации легкоатлетических федераций. В январе 2011 года Ассоциация международных марафонов и пробегов подписала соглашение с Министерством культуры и туризма Греции, согласно которой она переносит свою штаб-квартиру в Афины.
В Афинах действует три престижных мультиспортивных клуба: Олимпиакос, Панатинаикос и АЕК, футбольные подразделения этих клубов формируют ассоциацию P.O.K. — греч. Podosfairikes Omades Kentrou, образовавшуюся после того, как в 1972 году клубы по взаимной договорённости решили не принимать участия в чемпионате страны из-за спора с Греческой футбольной федерацией по финансовым вопросам. На протяжении всего сезона клубы принимали участие лишь в товарищеских матчах друг с другом.
Баскетбол приобрёл популярность в Греции после получения клубом АЕК Кубка обладателей Кубков 1968 года. Вторую волну подъёма вызвали победы на Чемпионате Европы по баскетболу 1987 года и особенно 2005 года. «Панатинаикос» — пятикратный чемпион (1996, 2000, 2002, 2007, 2009) Евролиги, а «Олимпиакос» — трёхкратный (1997, 2012, 2013). Итак, среди профессиональных баскетбольных клубов столицы самые известные: «Олимпиакос», «Панатинаикос», АЕК, «Паниониос», «Панэллиниос», «Марусси».

### Олимпийские игры

#### Олимпиада 1896

Открытие Олимпиады 1896

23 июня 1894 года в Сорбонне состоялся первый конгресс Международного Олимпийского комитета, который созвал барон Пьер де Кубертен. По его замыслу, первые современные Олимпийские игры должны были состояться в 1900 году в Париже наряду со Всемирной выставкой. Однако приглашённый на конгресс с докладом о традициях античных Олимпийских игр греческий переводчик и писатель Димитриос Викелас, выдвинул предложение провести Олимпиаду в Афинах, что символизировало бы преемственность игр. Конгресс поддержал эту идею, а самого Викеласа выбрал первым президентом Международного олимпийского комитета, потому что согласно уставу это место мог занимать только представитель страны, принимающей Олимпиаду.
Действующий премьер-министр Греции Харилаос Трикупис был настроен резко отрицательно относительно идеи Кубертена. Он считал расходы необходимыми для подготовки и проведения такого грандиозного мероприятия, неподъёмными для государства, однако король Георг I поддержал эту идею и обратился за помощью к крупным греческим промышленникам и коммерсантам, а Трикупис, в конце концов, вынужден был уйти в отставку. Так, на средства Георгиоса Авероффа был полностью восстановлен и отремонтирован стадион Панатинаикос — главная арена соревнований. Средства на организационные мероприятия по проведению игр и на строительство Выставочного зала «Заппион» предоставил Евангелис Заппас.

#### Олимпиада 1906

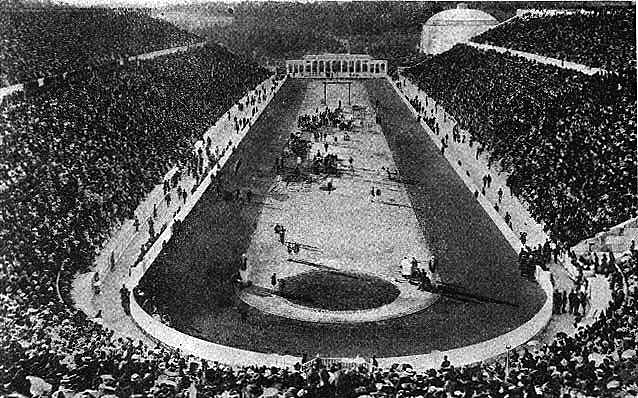
Стадион Панатинаикос, 1906 год

Проведение Олимпиады 1906 года, или Первых дополнительных Олимпийских игр, было запланировано МОКом на 1901 год. Как компромисс на отказ Кубертена от идеи устраивать все Олимпийские игры в Афинах, МОК предложил новый график, который предусматривал проведение Дополнительных Олимпиад в период между официальными Олимпийскими играми, причём столицей Дополнительных игр навсегда определялись Афины.
Дополнительная Олимпиада 1906 года была чрезвычайно успешной, в отличие от официальных игр 1900, 1904 или 1908 годов, поскольку они не растягивались на месячный срок на фоне других событий. Эти игры также были первой современной Олимпиадой, спортсмены-участники которой обязательно должны пройти регистрацию через МОК. Впервые Открытие Игр было проведено как отдельная торжественная церемония, во время которой также впервые национальные команды стран-участниц прошли стадионом с национальным флагом — эта традиция сохранилась и по сей день.

#### Олимпиада 2004

Церемония зажжения Олимпийского огня

Афины выиграли у Рима право стать столицей Олимпиады 2004, набрав 66 баллов против 44, что было закреплено решением МОК от 5 сентября 1997 года в Лозанне. В течение первых трёх лет подготовки Международный олимпийский комитет неоднократно выразил обеспокоенность по поводу темпов строительных работ на некоторых новых олимпийских площадках. В 2000 году Президентом Оргкомитета была назначена Яна Ангелопулос-Даскалаки, и с этого момента подготовка продолжалась с бешеной скоростью.
Несмотря на тяжёлые расходы, которые составили около 1,5 млрд долларов США и раскритикованные некоторыми греческими властями, Афины всего за несколько лет были превращены в один из самых современных городов мира, особенно в области транспортной инфраструктуры. Игры приветствовали более 10 000 спортсменов из всех 202 стран-участниц было продано более 3,5 миллионов билетов, это второй показатель посещаемости игр за всю их современную историю, по которому Афины уступили лишь Сиднею, где Олимпиаду 2000 года посетило свыше 5 млн зрителей.

## Известные уроженцы
Знаменитые граждане древних Афин:
- Тесей — один из первых древних царей Афин в XIII веке до н. э., легендарный основатель города;
- Дракон — Афинский законодатель VII века до н. э.;
- Солон — законодатель и поэт начала VI века до н. э., один из семи мудрецов;
- Писистрат — тиран Афин, правивший в середине VI века до н. э.;
- Клисфен — политик и реформатор VI века до н. э., основатель афинской демократии;
- Мильтиад Младший — полководец (V век до н. э.), победитель персов в битве при Марафоне;
- Фемистокл — полководец (V век до н. э.), победитель персов в битве при Саламине;
- Аристид Справедливый — полководец и политик (V век до н. э.), победитель персов в битве при Платеях;
- Кимон — полководец и политик (V век до н. э.);
- Фукидид — историк, основатель исторической науки;
- Фидий — скульптор и архитектор;
- Перикл — политик, руководитель Афин в V веке до н. э.;
- Софокл — поэт и драматург, трагик;
- Сократ — философ конца V века до н. э., основатель сократических школ в философии;
- Мирон — скульптор V века до н. э.;
- Алкивиад — полководец и политик, вождь Афин в войне против Спарты;
- Антисфен — философ, ученик Сократа, родоначальник и главный теоретик кинизма;
- Аристофан — сатирик и комедиограф, прозванный «отцом комедии»;
- Ксенофонт — писатель, философ и историк, ученик Сократа;
- Платон — философ, ученик Сократа и учитель Аристотеля;
- Демосфен — политик, знаменитый оратор;
- Эпикур — философ, основатель эпикуреизма;
- Менандр — комедиограф, крупнейший мастер новоаттической комедии;
- Герод Аттик — политик, оратор и крупнейший меценат своего времени. Первый римский консул греческого происхождения;

Известные уроженцы византийских и пост-византийских Афин:
- Кодрат Афинский (?—130) — святой апостол и священномученик, один из апостолов от семидесяти.
- Гигин (папа римский) (?—140) — епископ Рима с 136 по 140 год.
- Плутарх Афинский — философ-неоплатоник V века н. э.
- Лаоник Халкокондил (1423—1490) — известный византийский историк.
- Димитрий Халкокондил (1424—1511) — греческий, а затем итальянский, гуманист, учёный, философ и писатель эпохи Возрождения.
- Галанос, Димитриос (1760—1833) — философ, самый известный греческий индолог последних столетий, половину своей жизни прожил в Индии, где и умер.

- См. Родившиеся в Афинах

## Города-побратимы
- Лос-Анджелес, Калифорния, США (10 февраля 1984 года)[38]
- Чикаго, Иллинойс, США (1997)[39]
- Пекин, Китай (2005)[40]
- Нью-Йорк, Нью-Йорк, США (1 декабря 2022)[41]